# X Antliae
X Antliae är en pulserande variabel av Mira Ceti-typ (M) i stjärnbilden Luftpumpen. 
X Antliae varierar mellan visuell magnitud +8,8 och 14,5 med en period av 162,5 dygn.